# Björneborgsbron
Björneborgsbron (finska: Porin silta) är en bro i Björneborg i landskapet Satakunda i Finland. Bron går över Kumo älv och ligger i stadens centrum. Bron invigdes den 26 september 1926 och var den första järnbron över Kumo älv. Ritningarna var gjord av Jalmar Castrén. Bron ersatte den gamla Charlottabron, som byggdes i trä 1852. 